# Guess Who (album Itzy)
Guess Who – czwarty minialbum południowokoreańskiej grupy Itzy, wydany 30 kwietnia 2021 roku przez wytwórnię JYP Entertainment. Płytę promował singel „In the Morning”.

## Lista utworów
| CD | CD                               | CD                                           | CD | CD                                                            | CD      |
| Nr | Tytuł utworu                     | Tekst                                        | Kompozycja | Aranżacja                                                     | Długość |
| -- | -------------------------------- | -------------------------------------------- | --- | ------------------------------------------------------------- | ------- |
| 1. | „In the Morning” (kor. 마.피.아) | J.Y. Park "The Asiansoul", KASS, danke, LYRE | LYRE, J.Y. Park "The Asiansoul", earattack, KASS, Lee Hae-sol                                                        | LYRE, J.Y. Park "The Asiansoul", earattack, KASS, Lee Hae-sol | 2:52    |
| 2. | „Sorry Not Sorry”                | JQ, J14, TOMBOY (makeumine works)            | Shim Eun-ji, Lee Min-young (EastWest), Yeul (1by1)                                                                   | Lee Min-young (EastWest), Yeul (1by1)                         | 3:09    |
| 3. | „Kidding Me”                     | Kobee, Holy M, KASS                          | Kobee, Holy M | Kobee, Holy M                                                 | 3:33    |
| 4. | „Wild Wild West”                 | earattack                                    | Andy Love (153/Joombas), earattack                                                                                   | earattack                                                     | 3:23    |
| 5. | „Shoot!”                         | Lee Ha-jin, Mad Clown, Kim Seung-min         | Alexander Pavelich, Maria Hazell, Jerker Olov Hansson, Gigi Grombacher, Joakim Harestad Haukaas, Evard Forre Erfjord | Joki, Erfjord                                                 | 2:19    |
| 6. | „Tennis (0:0)”                   | JQ, Vacation (makeumine works)               | Coach & Sendo, Cazzi Opeia, Alex Chang Jien                                                                          | Coach & Sendo                                                 | 3:39    |

## Notowania
| Lista                                    | Pozycja |
| ---------------------------------------- | ------- |
| South Korean Albums (Circle)             | 2       |
| Belgian Albums (Ultratop Flanders)       | 59      |
| Belgian Albums (Ultratop Wallonia)       | 115     |
| Croatia International Albums (HDU)       | 12      |
| Danish Albums (Hitlisten)                | 23      |
| Finnish Albums (Suomen virallinen lista) | 13      |
| Hungarian Albums (MAHASZ)                | 40      |
| Japanese Albums (Oricon)                 | 6       |
| Japan Hot Albums (Billboard Japan)       | 16      |
| Lithuanian Albums (AGATA)                | 73      |
| UK Digital Albums (OCC)                  | 34      |
| US Billboard 200                         | 148     |
| US Heatseekers Albums (Billboard)        | 1       |
| US Independent Albums (Billboard)        | 25      |
| US Top Tastemaker Albums (Billboard)     | 9       |
| US World Albums (Billboard)              | 2       |

## Nagrody w programach muzycznych
| Program               | Data         | Źródło |
| --------------------- | ------------ | ------ |
| M Countdown (Mnet)    | 6 maja 2021  | [ 15 ] |
| M Countdown (Mnet)    | 13 maja 2021 | [ 16 ] |
| Show Champion (MBC M) | 12 maja 2021 | [ 17 ] |
| Music Bank (KBS2)     | 14 maja 2021 | [ 18 ] |
| Inkigayo (SBS)        | 16 maja 2021 | [ 19 ] |

## Sprzedaż
| Kraj             | Sprzedaż |
| ---------------- | -------- |
| Korea Południowa | 330 070  |
| Japonia          | 1907     |